# Jaroslav Pospíšil
Jaroslav Pospíšil (* 9. Februar 1981 in Prostějov) ist ein tschechischer Tennisspieler.

## Karriere
Pospíšil gewann in seiner Karriere bereits 15 Turniere der ATP Challenger Tour. Auf der ATP World Tour spielt er nur vereinzelt und nahm bisher lediglich einmal an einem Grand Slam Turnier teil. 2011 spielte er in Wimbledon als Ersatzspieler in der ersten Runde gegen den Rumänen Victor Hănescu, verlor jedoch deutlich in drei Sätzen mit 4:6, 3:6 und 2:6. Im selben Jahr stand er unter anderem im Hauptfeld in Zagreb, in London sowie in Stuttgart, verlor jedoch alle seine Auftaktspiele. Sein bisher bestes Ergebnis im Doppel sind zwei Halbfinalteilnahmen bei den ATP-Turnieren von Palermo und Umag. In Palermo spielte er an der Seite von Jan Hájek und schied im Halbfinale gegen die späteren Turniersieger Martín Alberto García und Mariano Hood in zwei Sätzen aus. In Umag spielte er zusammen mit Blaž Kavčič und schied gegen das kroatische Doppel Marin Čilić und Lovro Zovko in drei Sätzen aus.

## Erfolge
| Legende (Anzahl der Siege)  |
| Grand Slam                  |
| ATP World Tour Finals       |
| ATP World Tour Masters 1000 |
| ATP World Tour 500          |
| ATP World Tour 250          |
| ATP Challenger Tour (16)    |

### Einzel

#### Turniersiege
| Nr. | Datum              | Turnier | Belag | Finalgegner      | Ergebnis      |
| --- | ------------------ | ------- | ----- | ---------------- | ------------- |
| 1.  | 26. September 2010 | Trnava  | Sand  | Juri Schtschukin | 6:4, 4:6, 6:3 |
| 2.  | 20. Februar 2011   | Meknès  | Sand  | Guillermo Olaso  | 6:1, 3:6, 6:3 |
| 3.  | 29. September 2013 | Sibiu   | Sand  | Marco Cecchinato | 4:6, 6:4, 6:1 |

### Doppel

#### Turniersiege
| Nr. | Datum              | Turnier               | Belag | Partner               | Finalgegner                                   | Ergebnis          |
| --- | ------------------ | --------------------- | ----- | --------------------- | --------------------------------------------- | ----------------- |
| 1.  | 30. April 2006     | Bergamo               | Sand  | Jan Hájek             | Marcelo Charpentier Tomas Tenconi             | 6:2, 6:2          |
| 2.  | 7. Mai 2006        | Ostrava               | Sand  | Pavel Šnobel          | Philipp Marx Torsten Popp                     | 6:4, 6:73, [10:6] |
| 3.  | 10. Mai 2008       | Rijeka                | Sand  | Dušan Karol           | Alex Kuznetsov Dick Norman                    | 6:4, 6:4          |
| 4.  | 19. Juli 2008      | Oberstaufen           | Sand  | Dušan Karol           | André Ghem Boy Westerhof                      | 6:72, 6:1, [10:6] |
| 5.  | 25. September 2011 | Trnava (1)            | Sand  | Colin Ebelthite       | Aljaksandr Bury Andrej Wassileuski            | 6:3, 6:4          |
| 6.  | 30. Oktober 2011   | São José do Rio Preto | Sand  | Frederico Gil         | Franco Ferreiro Rubén Ramírez Hidalgo         | 6:4, 6:4          |
| 7.  | 26. Februar 2012   | Meknès                | Sand  | Adrián Menéndez       | Gerard Granollers Iván Navarro                | 6:3, 3:6, [10:8]  |
| 8.  | 7. September 2013  | Brașov                | Sand  | Oleksandr Nedowjessow | Teodor-Dacian Crăciun Petru-Alexandru Luncanu | 6:3, 6:1          |
| 9.  | 12. April 2014     | Mersin                | Sand  | Radu Albot            | Thomas Fabbiano Matteo Viola                  | 7:67, 6:1         |
| 10. | 28. Juni 2014      | Marburg               | Sand  | Franko Škugor         | Diego Sebastián Schwartzman Horacio Zeballos  | 6:4, 6:4          |
| 11. | 2. August 2014     | Liberec               | Sand  | Roman Jebavý          | Ruben Gonzales Sean Thornley                  | 6:4, 6:3          |
| 12. | 20. September 2014 | Trnava (2)            | Sand  | Roman Jebavý          | Stephan Fransen Robin Haase                   | 6:4, 6:2          |
| 13. | 24. September 2022 | Braga                 | Sand  | Vít Kopřiva           | Jeevan Nedunchezhiyan Christopher Rungkat     | 3:6, 6:3, [10:4]  |